# Бган Ольга Павлівна
О́льга Па́влівна Бган (*  25 листопада 1936 — † 31 грудня 1977) — радянська російська акторка театру і кіно.

## Біографічні відомості
Грала в Московському театрі імені Станіславського. Найвідоміша роль — Маленький принц у спектаклі Катерини Єланської за однойменною казкою Антуана де Сент-Екзюпері (1967).
Зіграла головну роль у кінофільмі «Людина народилася» (1956, режисер Василь Ординський). Ользі Бган доводилося зніматися в Україні. Так, 1957 року вона знімалася в Кам'янці-Подільському — у фільмі «Народжені бурею» (зіграла роль Олесі — доньки підпільника) , зустрічалася з глядачами .
Першим чоловіком Ольги Бган був актор театру й кіно Юрій Гребенщиков. Після розлучення з ним одружилася з сином Костянтина Симонова Олексієм, який робив перші кроки в кінорежисурі.
Алкоголізм суттєво вплинув на здоров'я та особисте життя Ольги Бган. Після розставання з Симоновим вона залишилася одна й померла в новорічну ніч з 31 грудня 1977 року на 1 січня 1978 у 41 рік після чергової дози алкоголю.

## Фільмографія
- 1955 — «За вітриною універмагу» — епізод
- 1956 — «Людина народилася» — Юля Смирнова
- 1957 — «Народжені бурею» — Олеся, донька підпільника
- 1958 — «Король бубни»
- 1962 — «Звільнення на берег»
- 1962 — «Десь є син»